# Вулиці Чорноморська
У місті Чорноморськ нараховується 59 вулиць та провулків, 1 проспект, 1 бульвар та 1 площа.

## 1-9
- 1 Травня вул.
- 1 Лінія
- 2 Лінія
- з Лінія
- 4 Лінія
- 5 Лінія
- 6 Лінія
- 7 Лінія
- 8 Лінія
- 9 Лінія

## Б
- Берегова вул.
- Березова вул.

## В
- Ветеранів вул.
- Виноградна вул.
- Вишнева вул.

## Г
- Гоголя вул.

## Д
- Данченка вул.

## З
- Західна вул.
- Зелена вул.
- Зелений пров.

## І
- Ізмаїльська вул.

## К
- Корабельна вул.

## Л
- Лазурна вул.
- Лугова вул.
- Лунна вул.

## М
- Миру просп.
- Морська вул.

## Н
- Набережна вул.

## О
- Овідіопольська вул.
- Одеська вул.
- Озерна вул.
- Олександрійська вул.
- Олександрійський пров.

## П
- Паркова вул.
- Парусна вул.
- Перемоги вул.
- Південна вул.
- Пляжна вул.
- Портовська вул.
- Праці вул.

## Р
- Радісна вул.
- Рибацька вул.

## С
- Садова вул.
- Святого Миколая просп.
- Середня вул.
- Смерекова вул.
- Сонячний пров.
- Спортивна вул.
- Стребка Станіслава площа
- Сухолиманська вул.

## Т
- Тіниста вул.
- Торгова вул.
- Транспортна вул.

## У
- Лесі Українки вул.

## Х
- Хантадзе вул.
- Хантадзе пров.
- Богдана Хмельницького вул.

## Ш
- Тараса Шевченка вул.
- Шкільна вул.
- Шкільний пров.
- Віталія Шуми вул.

## Я
- Яблунева вул.
- Ялинкова вул.